# Leichtathletik-Weltmeisterschaften 2009/Teilnehmer (Tschechien)
| Gelbes Symbol für Goldmedaillen mit stilisierten Olympischen Ringen | Graues Symbol für Silbermedaillen mit stilisierten Olympischen Ringen | Braundes Symbol für Bronzemedaillen mit stilisierten Olympischen Ringen |
| ------------------------------------------------------------------- | --------------------------------------------------------------------- | ----------------------------------------------------------------------- |
| —                                                                   | 1                                                                     | —                                                                       |

Der tschechische Leichtathletik-Verband stellte 22 Athleten bei den Leichtathletik-Weltmeisterschaften 2009 in Berlin.

## Ergebnisse

### Männer

#### Laufdisziplinen
| Athlet       | Disziplin    | Vorlauf | Vorlauf | Halbfinale | Halbfinale | Finale  | Finale |
| Athlet       | Disziplin    | Zeit    | Platz   | Zeit       | Platz      | Zeit    | Platz  |
| ------------ | ------------ | ------- | ------- | ---------- | ---------- | ------- | ------ |
| Petr Svoboda | 110 m Hürden | 13,56 s | 11      | 13,33 s SB | 4          | 13,38 s | 6      |

#### Sprung/Wurf
| Athlet           | Disziplin      | Qualifikation | Qualifikation | Finale             | Finale             |
| Athlet           | Disziplin      | Weite/Höhe    | Platz         | Weite/Höhe         | Platz              |
| ---------------- | -------------- | ------------- | ------------- | ------------------ | ------------------ |
| Jaroslav Bába    | Hochsprung     | 2,27 m        | 12            | 2,23 m             | 5                  |
| Jan Kudlička     | Stabhochsprung | 5,40 m        | 22            | nicht qualifiziert | nicht qualifiziert |
| Roman Novotný    | Weitsprung     | 7,86 m        | 26            | nicht qualifiziert | nicht qualifiziert |
| Štepán Wagner    | Weitsprung     | 7,68 m        | 35            | nicht qualifiziert | nicht qualifiziert |
| Antonín Žalský   | Kugelstoßen    | 19,77 m       | 19            | nicht qualifiziert | nicht qualifiziert |
| Lukáš Melich     | Hammerwurf     | 74,47 m       | 14            | nicht qualifiziert | nicht qualifiziert |
| Petr Frydrych    | Speerwurf      | 79,57 m       | 9             | 79,29 m            | 10                 |
| Vítězslav Veselý | Speerwurf      | 75,76 m       | 28            | nicht qualifiziert | nicht qualifiziert |

#### Zehnkampf
| Athlet       | Disziplin | 100 m   | Weit- sprung | Kugel- stoßen | Hoch- sprung | 400 m   | 110 m Hürden | Diskus- wurf | Stabhoch- sprung | Speer- wurf | 1500 m      | Punkte | Platz |
| ------------ | --------- | ------- | ------------ | ------------- | ------------ | ------- | ------------ | ------------ | ---------------- | ----------- | ----------- | ------ | ----- |
| Roman Šebrle | Ergebnis  | 11,16 s | 7,80 m       | 14,98 m       | 2,11 m SB    | 50,42 s | 14,44 s      | 46,30 m      | 4,60 m           | 65,61 m SB  | 4:50,33 min | 8266   | 11    |
| Roman Šebrle | Punkte    | 825     | 1010         | 788           | 906          | 795     | 918          | 794          | 790              | 823         | 617         | 8266   | 11    |

### Frauen

#### Laufdisziplinen
| Athletin            | Disziplin    | Vorlauf     | Vorlauf | Halbfinale  | Halbfinale | Finale             | Finale             |
| Athletin            | Disziplin    | Zeit        | Platz   | Zeit        | Platz      | Zeit               | Platz              |
| ------------------- | ------------ | ----------- | ------- | ----------- | ---------- | ------------------ | ------------------ |
| Lenka Masná         | 800 m        | 2:03,32 min | 16      | 2:02,55 min | 20         | nicht qualifiziert | nicht qualifiziert |
| Lucie Škrobáková    | 100 m Hürden | 13,04 s     | 18      | 12,92 s     | 12         | nicht qualifiziert | nicht qualifiziert |
| Zuzana Hejnová      | 400 m Hürden | 55,68 s     | 12      | 54,99 s     | 11         | nicht qualifiziert | nicht qualifiziert |
| Zuzana Schindlerová | 20 km Gehen  |             |         |             |            | 1:35:47 h          | 19                 |

#### Sprung/Wurf
| Athletin                  | Disziplin      | Qualifikation | Qualifikation | Finale             | Finale             |
| Athletin                  | Disziplin      | Weite/Höhe    | Platz         | Weite/Höhe         | Platz              |
| ------------------------- | -------------- | ------------- | ------------- | ------------------ | ------------------ |
| Iva Straková              | Hochsprung     | 1,89 m        | 21            | nicht qualifiziert | nicht qualifiziert |
| Romana Maláčová           | Stabhochsprung | 4,10 m        | 30            | nicht qualifiziert | nicht qualifiziert |
| Jiřina Ptáčníková         | Stabhochsprung | 4,40 m        | 16            | nicht qualifiziert | nicht qualifiziert |
| Martina Šestáková         | Dreisprung     | 13,84 m       | 22            | nicht qualifiziert | nicht qualifiziert |
| Věra Pospíšilová-Cechlová | Diskuswurf     | 59,52 m       | 18            | nicht qualifiziert | nicht qualifiziert |
| Lenka Ledvinová           | Hammerwurf     | 62,92 m       | 36            | nicht qualifiziert | nicht qualifiziert |
| Barbora Špotáková         | Speerwurf      | 63,27 m       | 4             | 66,42 m            | Silber             |

#### Siebenkampf
| Athletin         | Disziplin | 100 m Hürden | Hochsprung | Kugelstoßen | 200 m   | Weitsprung | Speerwurf | 800 m       | Punkte | Platz |
| ---------------- | --------- | ------------ | ---------- | ----------- | ------- | ---------- | --------- | ----------- | ------ | ----- |
| Eliška Klučinová | Ergebnis  | 14,89 s      | 1,71 m     | 13,40 m     | 26,17 s | 5,78 m     | 41,19 m   | 2:23,79 min | 5505   | 23    |
| Eliška Klučinová | Punkte    | 856          | 867        | 754         | 782     | 783        | 690       | 773         | 5505   | 23    |